# 大塘城遗址
大塘城遗址，位于中国广西壮族自治区桂平市寻旺乡先锋行政村大塘城村，为一个省级文物保护单位，类型为古遗址，为第四批广西壮族自治区文物保护单位，公布时间为1994年7月8日。
大塘城遗址的历史年代为新石器时代。